# Casa Montiu
La Casa Montiu és una obra barroca de Cervera (Segarra) inclosa a l'Inventari del Patrimoni Arquitectònic de Catalunya.

## Descripció
Casa de tres plantes. La planta baixa és construïda a base de carreus de pedra de marès. Hi ha una portada principal a manera de peces de plànol, una porta moderna al mig i a l'esquerra un portalet d'arc carpanell dovellat que dona entrada al carrer Call, antic barri on vivien els jueus que hi havia a la ciutat. La primera planta té quatre portes balconeres amb baranes de forja amb elements corbats i motllures decoratives al marc de les portes i a la segona planta hi ha quatre portes situades al damunt de les del pis inferior però sense motllures decoratives. Les dues portes centrals estan agrupades en un balcó. A les golfes hi ha quatre finestres el·líptiques.